# Vittorio Matteucci
Vittorio Matteucci (Livorno, 27 maggio 1963) è un cantante e attore teatrale italiano.

## Biografia
Il suo amore per il palcoscenico si manifesta già a tre anni, quando è il giovanissimo capo coro dell'asilo. A soli otto anni si trasferisce con la famiglia a Padova. Qui comincia a cantare con il Coro Tre Pini diretto da Gianni Malatesta e da questa esperienza vocale iniziano anche le sue prime esibizioni pubbliche nei locali della zona.
Dopo tanti anni di gavetta, accompagnati dallo studio approfondito della tecnica musicale senza trascurare la scuola e poi l'università, comincia a farsi conoscere dal grande pubblico accompagnando, con la US Band, le esibizioni di Umberto Smaila.
Approda in televisione come vocalist in programmi come Buona Domenica (1993, 1994), La sai l'ultima (1995, 1996), La canzone del secolo (1998), Ciao Mara (1999) e Maurizio Costanzo Show come cantante della band di Demo Morselli in due stagioni.
La sua ultima apparizione televisiva avviene nella prima edizione di Ballando con le stelle, nel 2005. Contemporaneamente porta avanti alcuni progetti radiofonici e alcuni altri progetti, come l'insegnamento di tecnica musicale e le collaborazioni con la Disney. Per la nota casa produttrice doppia il personaggio di Yao nella parte cantata del film d'animazione Mulan e canta la sigla di George re della giungla...?.
Compone oltre 150 canzoni spaziando su vari generi musicali della tradizione italiana e internazionale. Alcuni suoi brani vengono eseguiti durante le sue serate dal vivo in cui li integra con repertorio swing, napoletano, classico italiano e internazionale.
Non abbandona mai i progetti teatrali, sua grande passione; dalle esibizioni giovanili anche nel carcere di Porto Azzurro, all'approdo al musical con il ruolo di Giuda in una produzione padovana di Jesus Christ Superstar e alla prosa con Il tribuno di Mauricio Kagel.
Nel 2002-2003 veste i panni del perfido arcidiacono Frollo nell'opera popolare Notre Dame de Paris di Riccardo Cocciante che riscuote uno strepitoso successo in tutta Italia, ruolo che lo consacra come uno dei volti più importanti nel teatro musicale.
Nel 2003-2004 ricopre il ruolo del barone Scarpia in Tosca - Amore disperato di Lucio Dalla.
Da marzo a settembre 2006 interpreta il conte Dracula in Dracula Opera Rock della Premiata Forneria Marconi.
Dal novembre 2007 passa al ruolo di Dante nell'opera musicale La Divina Commedia di Marco Frisina.
Nel 2009 torna nell'opera Tosca - Amore disperato, mentre nel 2010 prende parte al musical I promessi sposi - Opera moderna di Michele Guardì, nel ruolo dell'Innominato.
Da ottobre 2013 a settembre 2015 interpreta il conte Capuleti, padre di Giulietta, nella nuova produzione di David Zard Romeo e Giulietta - Ama e cambia il mondo.
Nell'autunno 2015 riprende il ruolo dell'Innominato ne I promessi sposi - Opera moderna.
Da marzo 2016 a settembre 2017 e successivamente nel 2019-2020 e 2022 torna ad interpretare l'arcidiacono Frollo in Notre Dame de Paris di Riccardo Cocciante.

## Discografia
- Film Soundtrack n.5 di Rodolfo Matulich - 1996
- Le più belle canzoni di Mulan - 2000
- Heart of Rhythm'n'Blues - 2002
- Notre Dame de Paris - 2002
- Notre Dame de Paris Live Arena di Verona - 2003
- Tosca - Amore disperato - 2004
- Le più belle canzoni di "Ballando con le stelle" - 2005
- Friends - 2005
- Dracula Opera Rock - 2006
- La Palma di Massimiliano Coclite - 2006
- Esuli, viaggio nella canzone napoletana - 2006
- La Divina Commedia - 2007
- I Promessi Sposi - Opera Moderna - 2010
- Do It! (cd live) - 2011

## Teatro
- Jesus Christ Superstar, Giuda Iscariota
- Notre-Dame de Paris (2002-2003, 2016-2017, 2019-2020, 2022), Claude Frollo
- Tosca - Amore disperato (2003-2004, 2009), Scarpia
- Dracula Opera Rock (2006), Conte Dracula
- La Divina Commedia (2007), Dante Alighieri
- I promessi sposi - Opera moderna (2010), Innominato
- Romeo e Giulietta - Ama e cambia il mondo (2013-2015), Conte Capuleti
- I promessi sposi - Opera moderna (2015), Innominato
- I tre moschettieri - Opera pop (2024), Porthos